# Kupfermuseum Legnica

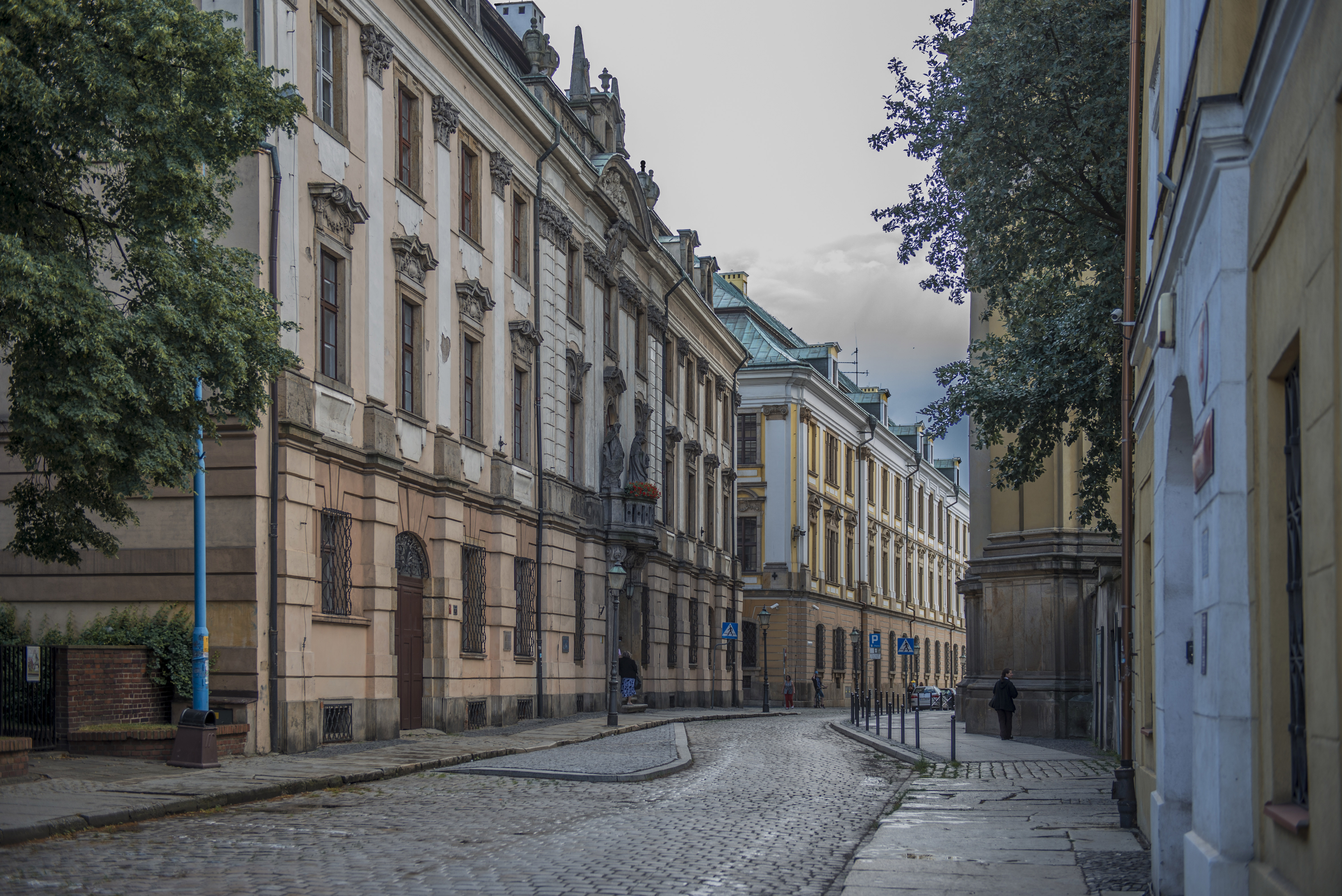
Hauptsitz des Kupfermuseums, 2017

Das Kupfermuseum (polnisch Muzeum Miedzi) ist ein Museum in der polnischen Stadt Legnica.
Das Museum wurde 1962 von den Liegnitzer Heimatforscher Tadeusz Gumiński eröffnet. Es beherbergt Exponate im Zusammenhang mit der Gewinnung, Aufbereitung und Anwendung von Kupfer. Zu den Exponaten gehören Kupfer-Mineralien aus der ganzen Welt sowie zeitgenössische Kupferstiche. Des Weiteren zeigt man im Museum historische Techniken für Bergbau und Verhüttung von Kupfer und Bronze, antike und zeitgenössische Skulpturen, künstlerische und nützliche Produkte aus Kupfer und seinen Legierungen, eine Sammlung von Art déco, polnische Goldschmiedearbeiten von Künstlern der Zwischenkriegszeit und aus einem Liegnitzer Silber-Wettbewerb, sowie die Geschichte von Legnica/Liegnitz und der Region. Die Zahl der in mehr als 40 Jahren Bestehen des Museums zusammengekommenen Exponate beträgt etwa 30.000. Das Museum und die Bibliothek besitzen 8.200 Bücher und 1.700 Bände Zeitschriften.
Der Sitz des Museums ist historisch: Das barocke Gebäude der ehemaligen Abtsversammlung Kuria opatów aus Lubiąż (Leubus) befindet sich in Legnica, ulica św. Jana (St.-Johannes-Straße); sein Baujahr ist 1728 (es ist eines der wertvollsten Denkmäler der Architektur des Barock in Niederschlesien). Das Museum hat vier Zweigstellen: eine Abteilung ist die Akademia Rycerska (Ritter-Akademie) in Legnica (bietet eine Reihe von temporären Ausstellungen, nicht unbedingt im Übereinstimmung mit dem grundlegenden Profil); das Mausoleum der schlesischen Piasten in der Kirche św. Jana in Legnica; eine Zweigstelle ist die Kaplica zamkowa (Burgkapelle) in Legnica (im Pavillon des Piasten-Schlosses) mit Überbleibseln aus der Kapelle der Heiligen Benedikt und Laurentius aus dem Jahr 1220; schließlich gibt es das Museum der Schlacht bei Liegnitz bei Legnickie Pole (Wahlstatt). Zu dem Museum gehören auch das benachbarte größte Lapidarium in Niederschlesien und ein Straßenbahn-Denkmal aus den 1950er-Jahren auf dem 1998 eröffneten Gelände des ehemaligen Straßenbahn-Depots.
Direktor des Museums ist Andrzej Niedzielenko.